# Грузија на Светском првенству у атлетици на отвореном 2015.
Грузија је учествовала на Светском првенству у атлетици на отвореном 2015. одржаном у Пекингу од 12. до 30. августа једанаести пут. Репрезентацију Грузије  представљала је једна атлетичарка која  се такмичила у скоку увис.,
На овом првенству представница Грузије није освојила неку медаљу, нити је остварила неки резултат.

## Резултати

### Жене
| Атлетичар         | Дисциплина | Лични рекорд | Квалификације | Квалификације | Финале   | Финале | Детаљи |
| Атлетичар         | Дисциплина | Лични рекорд | Резултат      | Место         | Резултат | Место  | Детаљи |
| ----------------- | ---------- | ------------ | ------------- | ------------- | -------- | ------ | ------ |
| Валентина Љашенко | скок удаљ  | 1,92 НР      | БП            | БП            | БП       | БП     |        |